# Kerodon acrobata
Espèce
Statut de conservation UICN

 DD  : Données insuffisantes
Kerodon acrobata est une espèce de rongeurs hystricognathes de la famille des cavidés. Ce sont des mammifères terrestres, endémiques du Brésil où ils ne sont connus que par quelques spécimens. Ce sont des animaux vifs et acrobates, qui vivent dans les crevasses des rochers et se nourrissent de cactus, de manioc et de feuillages.
L'espèce a été décrite pour la première fois en 1997 par les brésiliens João Moojen de Oliveira (1904-1985), zoologiste, Martha Locks, paléontologue et Alfredo Langguth, mammalogiste. 

## Publication originale
- (en) Moojen, J., Locks, M. and Langguth, A. 1997. « A new species of Kerodon Cuvier, 1825 from the State of Goiás, Brazil (Mammalia, Rodentia, Caviidae) ». Boletim do Museu Nacional Rio de Janeiro Zoologia 377: 1-10.